# 19004 Chirayath
19004 Chirayath è un asteroide della fascia principale. Scoperto nel 2000, presenta un'orbita caratterizzata da un semiasse maggiore pari a 2,2290106 UA e da un'eccentricità di 0,1758474, inclinata di 1,56250° rispetto all'eclittica.